# Elis Regina
Elis Regina Carvalho Costa (17. marts 1945 i Porto Alegre, Brasilien – 19. januar 1982 i Sao Paulo) var en brasiliansk sangerinde. En af Brasiliens vigtigste og mest populære musikere.
Elis Regina blev født 17. marts 1945 i Porto Alegre, Brasilien. Hun døde kun 36 år gammel 19. januar 1982 i Sao Paulo, muligvis af en overdosis kokain iblandet alkohol. Født i en arbejderfamilie, der sad i små kår, voksede hun op og blev en af Brasiliens mest elskede, mest kendte og bedst betalte kunstnere nogensinde. For brasilianerne er hun simpelthen bare "Elis." 

## Karriere
Det siges at Elis begyndte at synge, fordi familien ikke havde råd til at anskaffe et piano. Hun fik sit lokale gennembrud allerede som 12-årig, hvor hun vandt førstepris i en sangkonkurrence for børn på en lokal radiostation. Hun fik sin første pladekontrakt som 15-årig og som 18-årig, omtrent på det tidspunkt hvor militæret overtog magten ved et kup i Brasilien, flyttede Elis til Rio. Det var i bossa novaens storhedstid, men den let akademiske og kølige sound passede dårligt til Elis' store rytmiske talent, hendes utøjlede karakter og hendes charme og udstråling i studiet og på scenen. 
I stedet blev hun en katalysator for en ny, mere upoleret lyd, der dengang gik under betegnelsen "tropicalia" eller "tropicalismo". I 1965 sang hun ved en stor national musikfestival sangen "Arrastão", en kontroversiel sang, som var et skjult angreb på militærregimet. Det blev startskuddet til en karriere, der i intensitet aldrig er overgået af nogen brasiliansk kunstner. Som 21-årig var Elis den højst betalte sanger i Brasilien. Hendes eksplosivt voksende popularitet gjorde hende ombejlet af de mange nye talentfulde sangskrivere, som Gilberto Gil, Caetano Veloso, João Bosco, Chico Buarque og Milton Nascimento, der kappedes om at få deres sange indsunget af hende.
Trods sin charmerende fremtoning på scenen blev Elis Regina ofte kaldt "furacao" (betyder orkan) blandt musikere og kolleger, fordi hun havde et voldsomt temperament. Dette skaffede hende en del fjender gennem hendes korte, hektiske liv, og på privatfronten førte det til ulykkelige afbrudte kærlighedsforhold og skilsmisser. Hun var en kontroversiel figur, som tog chancer, både i sin karriere og i sit offentlige liv. Politisk kom hun også i uføre, da hun på en Europa-turné i 1969 på et pressemøde omtalte den brasilianske junta som en flok gorillaer. Det resulterede efter sigende i, at hun under trusler om fængsling følte sig presset til at synge den brasilianske nationalsang ved en stor ceremoni arrangeret af juntaen for at fejre Brasiliens "frihedsdag." Det tog hende flere år at få vendt den negative reaktion på den hændelse i det overvejende venstreorienterede brasilianske musikmiljø. 
Efter sin anden skilsmisse i slutningen af 70'erne forlød rygterne, at Elis begyndte at bruge kokain regelmæssigt, men at det lykkedes hende at holde sit forbrug skjult for omgivelserne. Det er stadigvæk en ubekræftet myte, at hun under sine indspilninger bevidst var påvirket af kokain, fordi hun mente, at det gav hendes stemmes udtryk noget ekstra. Faktum er, at Elis' stemme var af en ganske særlig karakter, ikke just pæn, men altid indtrængende og opmærksomhedskrævende, og altid under beundringsværdig kontrol på grund af hendes store rytmiske og melodiske musikalitet.
Højdepunktet i Elis' karriere var nok hendes samarbejde med Brasiliens store komponist Antonio Carlos Jobim. I 1974 indspillede de sammen albummet Elis & Tom, med Jobim's verdenshit Águas De Março, som de sang i en charmerende duet, der i dag regnes for at være en af de største brasilianske udgivelser nogensinde. I de følgende år udkom nogle af hendes egne bedste album: Elis – Essa Mulher (1979), Saudade do Brasil (1980), og Elis – Trem Azul (1981). 

## Arven efter Elis
Elis har stadig en meget stor indflydelse på den brasilianske musikscene. Sangerinden og sangskriveren Joyce er så stærkt influeret af Elis' sangstil at hun for nogle år siden udgav albummet "Astronauta" (1998), der er hendes personlige fortolkning af nogle af de sange, som i Elis' version var kommet til at betyde meget for hende. Da Milton Nascimento sidst var i Danmark, fortalte han i et interview til Politiken, hvordan han stadig græmmede sig over, at et planlagt pladeprojekt mellem ham og Elis aldrig blev realiseret pga. hendes pludselige død. Han har ofte siden vist hende sin uforbeholdne kærlighed ved at mikse hendes stemme med på flere af sine pladeudgivelser. Senest på albummet "Tambores de Minas – ao vivo" fra 1998.
Nogle få dage efter Elis' død blev der afholdt en mindekoncert i São Paulo med deltagelse af mange af Brasiliens berømteste kunstnere. Over 100.000 sørgende brasilianere kom for at vise deres sidste respekt for denne talentfulde, livlige sangerinde. Dagen efter bragte en brasiliansk avis en karikatur af Elis stående ved mikrofonen. Bag hende kastedes der en enorm skygge på væggen. Skyggen forestillede imidlertid ikke Elis men omridset af Brasilien. Hun var den brasilianske musiks sjæl og det hul der opstod efter hendes død er aldrig blevet fyldt helt.

## Diskografi (udvalg)
- Viva A Brotolãndia (1961)
- Poema (1962)
- Elis Regina (1963)
- O Ben Do Amor (1963)
- Samba Eu Canto Assim (1965)
- 2 Na Bossa (1965)
- Dois Na Bossa No.1 (1965)
- O Fino Do Fino (1965)
- Elis (1966)
- Dois Na Bossa No.2 (1966)
- Dois Na Bossa No.3 (1967)
- Elis Especial (1968)
- Elis Regina In London (1969)
- Elis, Como & Porque (1969)
- Aquarela Do Brasil (1969)
- Em Pleno Verão (1970)
- Elis No Teatro Da Praia Com Miele & Bôscoli (1970)
- Ela (1971)
- Elis (1972)
- Elis (1973)
- Elis (1974)
- Elis & Tom (1974)
- Falso Brilhante (1976)
- Elis (1977)
- Transversal do Tempo (1978)
- Elis – Essa Mulher (1979)
- Elis Especial (1979)
- O Melhor de Elis (1979)
- Elis (1981)
- Saudade do Brasil (1980)
- Elis – Trem Azul (1981)
- Vento de Maio (1983)